# 文徳皇后郭氏
郭 女王（かく じょおう）は、魏の初代皇帝曹丕（文帝）の皇后。女王は字。諱は不明。諡は徳で、夫の諡を重ねて文徳皇后と諡された。冀州安平国広宗県の出身。父は郭永（後漢の南郡太守）。母は董氏（堂陽君）。兄に郭浮。姉に郭昱。弟に郭成・郭都。

## 生涯
幼い頃より聡明で、父に「女子の中の王者」と呼ばれ可愛がられ、「女王」というあだ名がついた。やがて両親を失い家が没落したため、やむなく銅鞮侯家の召使として働いていたが、魏公となった曹操に見出され、30歳のとき（213年）に子の曹丕の女中となり、その智から曹丕の寵愛を得て、やがて妾となった。曹丕に様々な献策をし、曹丕の立太子に尽力したという。
延康元年（220年）1月、曹丕の魏王即位に伴い夫人、同年10月に魏帝即位の際は貴嬪となり、その時に李貴人・陰貴人・柴貴人と共に曹丕に寵愛された。黄初3年（222年）9月に皇后に立てられた。曹丕が郭氏を皇后に立てようとした際、一介の側室の身に過ぎなかったために群臣の反対を受けたが、曹丕はこれを押し切って皇后に立てた。郭氏はそうした経緯もあってか、身内にある程度の便宜を図ることはあったが、それ以上は堅く戒め「嫁を貰うならば、同郷で家柄の釣り合う家から貰うべきです。権勢を利用して、無理に他国（ここでは諸侯の封土を指す）の女性を娶ってはいけない」、「それぞれ自戒して、処罰を受ける人間とならないようにしなさい」といった言行を残している。
黄初6年（226年）に曹叡（明帝）が即位すると皇太后の称号を贈られ、永安宮とも称される。青龍3年（235年）に許昌で死去し、その遺言に従って首陽陵の西に陪葬された。
3人の兄と弟がいるが、曹丕の太子時代に弟の1人は鮑勛によって死刑に処せられる。他の兄弟たちも早死して郭永の子孫が絶えたため、從兄の郭表は郭永の養子として迎えられた。

## 逸話
甄夫人とは正反対に、姑の卞太后とは仲が悪かったとされている。曹丕は以前に借財を拒絶された経緯から曹洪を恨んでいたため、曹洪の食客が罪を犯した時、曹洪をそれに連座させて死罪に処そうとした。群臣達は曹洪の赦免を求めたが、救う事ができなかった。卞太后が郭皇后に 「曹洪を今日死なせれば、私が明日には帝に廃后を命じましょう」と脅かし、こうして郭后が泣涕してしばしば請願した為に免官と削爵となった（「諸夏侯曹伝」）。

## 備考
『三国志』では、「甄后之死 由后之寵也」とあるだけで一切が不明である。『魏略』や『漢晋春秋』といった史書には、甄夫人の死は郭皇后の差し金によるものだったとなっている。それによれば、
曹丕が即位したため、野心を抱くようになった郭氏は、曹丕に讒言して甄氏が死を賜るよう仕向け、自らが皇后に収まった。しかし嗣子に恵まれず、甄氏の生んだ曹叡を猶子とせざるをえなかった。曹丕の死後、皇太后の尊称を贈られたものの、やがて即位した曹叡により過去の罪を糾弾され、死を賜った。
という内容である。
甄夫人はさておき、郭皇后は他の妃らを守る行動を取る。『魏書』によると、曹丕が気難しい人物であり、いつも妃たちに向かって怒ることであったため、妃たちの代わりに必死に謝罪した。そこで宮中で人望が厚かった。
小説『三国志演義』では、郭貴妃の名前で登場する。甄夫人の死について『魏略』や『漢晋春秋』の記述と一致する。